# Simoca
Simoca é uma cidade da Argentina, capital do departamento de Simoca, província de Tucumã.